# ماجرای سوکال
ماجرای سوکال، که به شوخی فریب‌دهنده سوکال نیز معروف است
، مربوط می‌شود به چاپ یک مقاله در باب مفاهیم پسانوگرا توسط آلن سوکال، استاد فیزیک دانشگاه نیویورک. در سال ۱۹۹۶، وی مقاله‌ای در نشریهٔ پسانوگرای Social Text به چاپ رساند. هدف وی آزمودن سخت‌گیری علمی دبیران این نشریه و نشان دادن امکان سوءاستفاده از مفاهیم علمی در متون پسانوگرا بود.
اصل این ماجرا از آن جایی شروع می‌شود که سوکال، برای آزمودن جامعه متفکر پست‌مدرن، مقاله‌ای (تحت عنوان «تجاوز از مرزها: به سوی هرمنوتیک دگرگون‌کننده گرانش کوانتومی»)
آکنده از لفاظی‌های فلسفی، برخی آسمان‌ریسمان‌های پسانوگرا و استفاده‌های کاملاً نارسا، نابه‌جا یا نادرست بعضی متفکران از مفاهیم علوم طبیعی و نظری - از جمله آشوب، نسبیت عام، فیزیک کوانتوم، تنیدگی، برخال، هندسه نااقلیدسی، مکانیک سیالات و مانند آن - و پیوند دادن آن به هرمنوتیک، جامعه‌شناسی، روان‌شناسی، فمینیسم و نظایر آن را به رشته تحریر درمی‌آورد و در نشریه Social Text به چاپ می‌رساند.
طنز ماجرا این جا است که این مقاله بی‌اندازه مغلق و به همان اندازه بی‌معنا و بی‌ربط است، ولی چنان روشنفکرمآبانه و ژرف می‌نماید که هیچ‌یک از اعضای تحریریه این نشریه جرئت ایراد گرفتن به هیچ بخشی از آن را پیدا نمی‌کنند و چشم‌بسته دست به انتشارش می‌زنند.
بعد از چاپ مقاله توسط این نشریه پسانوگرا، سوکال قضیه را رو کرده و شروع به اثبات این می‌کند که چطور به‌سادگی توانسته دبیران نشریه را با متنی چنین بی‌ربط ولی درست‌نما مرعوب و آنان را بی‌هیچ زحمتی راغب به چاپ چنین چرندیاتی بکند. وی سپس همراه با ژان بریکمون، مجموعه تاملات خود را در زمینه سوءاستفاده‌هایی که برخی از متفکران و نظریه‌پردازان پسانوگرا از مفاهیم و نظریه‌های علمی کرده‌اند، در قالب این کتاب چرندیات پست‌مدرن؛ سوءاستفاده روشنفکران پست‌مدرن از علم (با ترجمه فارسی عرفان ثابتی) گرد می‌آورد و به چاپ می‌رساند. ماجرای سوکال در سال‌های بعد مبنای کشمکشی شد که به آن «جنگ بین علوم» می گویند.

## رسوایی‌های مشابه یا مرتبط
- برنامه اس‌سی‌آی‌جن (به انگلیسی: SCIgen) - مقاله‌ای توسط نرم‌افزاری طراحی شده توسط دانشجوی فارغ‌التحصیل ام‌آی‌تی و به شیوه تصادفی ایجاد شده بود، بدون مرور همتا در بخش ارائه کنفرانس World Multiconference on Systemics, Cybernetics and Informatics سال ۲۰۰۵ میلادی پذیرفته شد. پس از این ماجرا، دانشجویان مزبور اعلام کردند که از «ماجرای سوکال» اطلاعی نداشته‌اند.[۵]
- ماجرای بوگدانف (به انگلیسی: Bogdanov Affair) - در باب فیزیک نظری که به مجادله «وارون سوکال» معروف شد.
- رسوایی شون (به انگلیسی: Jan Hendrik Schön) - «یان هنریک شون (به آلمانی: Jan Hendrik Schön) مقاله‌ای در مجلات نیچر، ساینس و فیزیکال ریویو (به انگلیسی: Physical Review) منتشر کرد که ظاهری استوار و سازگار داشت اما بر اساس داده‌های متناقض بنا شده بود.
- تجربه روزنهان (به انگلیسی: Rosenhan experiment) - اعزام چندین «شبه‌بیمار» سالم به دوازده بیمارستان روان‌درمانی
- گزارشی از آیرون مانتین (به انگلیسی: The Report from Iron Mountain) - یک گزارش ساختگی از یک اندیشگاه دولتی
- پروژه آلفا (به انگلیسی: Project Alpha) - شوخی فریب‌آمیزی که جمیز رندی (به انگلیسی: James Randi) روی یک مؤسسه علوم روانی پیاده کرد.
- شب‌های آتلانتا (به انگلیسی: Atlanta Nights) - شوخی‌ای که توسط گروهی از نویسندگان حرفه‌ای با انتشارات «ونیتی پرس» (به انگلیسی: Vanity Press) انجام شد.
- ماجرای ارن مالی (به انگلیسی: en:Ern MalleyThe Ern Malley affair) - ماجرای مشابهی با «شب‌های آتلانتا» که با چند شعر بی‌سروته پیاده شد.
- ناسرخ‌قهوه‌ای‌گرایی (به انگلیسی: Disumbrationism) - یک شوخی هنری مدرن
- پیر براسو (به انگلیسی: Pierre Brassau) - افشای نقدهای هنری در باب «نقاشی مدرن» در مورد نقاشی یک شامپانزه
- طیف‌ها: کتابی در باب تجارب شاعرانه (به انگلیسی: Spectra: A Book of Poetic Experiments) - یک شوخی با شعر مدرن
- نت تیت: یک هنرمند آمریکایی ‎۱۹۲۸-۱۹۶۰ (به انگلیسی: Nat Tate: An American Artist 1928-1960) - یک شوخی فریب‌آمیز در دنیای هنر سال ۱۹۹۸ توسط ویلیام بوید